# Марйополь
Марйополь (пол. Mariopol) — село в Польщі, у гміні Домбровиці Кутновського повіту Лодзинського воєводства.
Населення — 67 осіб (2011).
У 1975-1998 роках село належало до Плоцького воєводства.

## Демографія
Демографічна структура станом на 31 березня 2011 року:
|          | Загалом | Допрацездатний вік | Працездатний вік | Постпрацездатний вік |
| -------- | ------- | ------------------ | ---------------- | -------------------- |
| Чоловіки | 29      | 9                  | 18               | 2                    |
| Жінки    | 38      | 15                 | 16               | 7                    |
| Разом    | 67      | 24                 | 34               | 9                    |